# Carmichael-Funktion

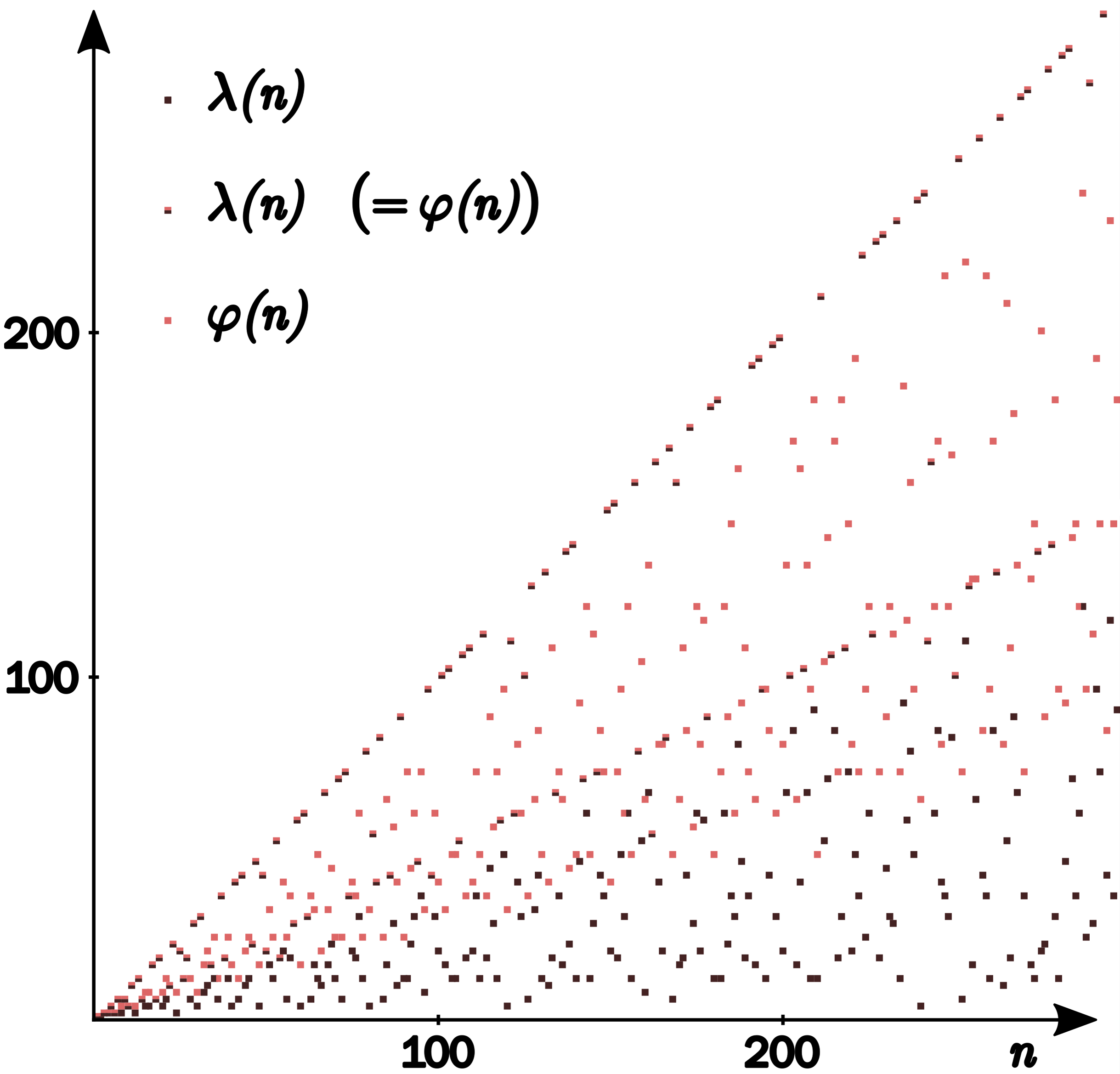
Werte der Carmichael-Funktion λ (schwarz) und der eulerschen φ-Funktion (rot) für die ersten 288 Zahlen. Der Punkt (n, λ(n)) ist zweifarbig, wenn λ(n) = φ(n)

Die Carmichael-Funktion aus dem Bereich der Mathematik ist eine zahlentheoretische Funktion, die zu jeder natürlichen Zahl n das kleinste {\displaystyle m=:\lambda (n)} bestimmt, so dass:
{\displaystyle g^{m}\equiv 1{\bmod {n}}}
für jedes {\displaystyle g} gilt, das teilerfremd zu {\displaystyle n} ist. In gruppentheoretischer Sprechweise ist {\displaystyle \lambda (n)} der Gruppenexponent der (primen) Restklassengruppe {\displaystyle (\mathbb {Z} /n\mathbb {Z} )^{\times }}.
Die Carmichael-Funktion geht auf den Mathematiker Robert Daniel Carmichael zurück.
Sie ist die maximale Periodenlänge des Bruches {\displaystyle 1/n} in seinen {\displaystyle g}-adischen Darstellungen und spielt bei Primzahlen und fermatschen Pseudoprimzahlen eine Rolle.

## Berechnung
Die Carmichael-Funktion lässt sich nach folgendem Schema berechnen:
{\displaystyle {\begin{aligned}\lambda (1)&=1\\\lambda (2)&=1\\\lambda (4)&=2\\\lambda (2^{k})&=2^{k-2}\quad \mathrm {f{\ddot {u}}r} \ k>2\\\lambda (p^{k})&=p^{k-1}\cdot (p-1)\quad \mathrm {f{\ddot {u}}r} \ p\geq 3\ \mathrm {prim} ,k>0\\\lambda (p_{1}^{k_{1}}p_{2}^{k_{2}}\cdot \cdot \cdot p_{s}^{k_{s}})&=\operatorname {kgV} {\bigl (}\lambda (p_{1}^{k_{1}}),\lambda (p_{2}^{k_{2}}),...,\lambda (p_{s}^{k_{s}}){\bigr )}\end{aligned}}}
Dabei stehen die {\displaystyle p_{i}} für paarweise verschiedene Primzahlen und die {\displaystyle k_{i}} für positive ganze Zahlen.
Die folgende Formel kommt zum selben Ergebnis:
Sei {\displaystyle m=p_{1}^{k_{1}}p_{2}^{k_{2}}\cdot \cdot \cdot p_{s}^{k_{s}}} die Primfaktorzerlegung von {\displaystyle m\in \mathbb {N} } (mit {\displaystyle p_{1}=2}, falls {\displaystyle m} gerade):
- {\displaystyle \lambda (m)=\operatorname {kgV} {\bigl (}\varphi (p_{1}^{k_{1}}),\varphi (p_{2}^{k_{2}}),...,\varphi (p_{s}^{k_{s}}){\bigr )}} falls {\displaystyle m\not \equiv 0{\bmod {8}}}
- {\displaystyle \lambda (m)=\operatorname {kgV} {\bigl (}\varphi (p_{1}^{k_{1}})/2,\varphi (p_{2}^{k_{2}}),...,\varphi (p_{s}^{k_{s}}){\bigr )}} falls {\displaystyle m\equiv 0{\bmod {8}}}

Dabei bezeichnet {\displaystyle \varphi (x)} die Eulersche φ-Funktion. Für Potenzen ungerader Primzahlen {\displaystyle p} gilt {\displaystyle \lambda (p^{k})=\varphi (p^{k})}

## Beispiel
{\displaystyle \lambda (15)=\lambda (3\cdot 5)=\operatorname {kgV} {\bigl (}\varphi (3),\varphi (5){\bigr )}=\operatorname {kgV} {\bigl (}2,4{\bigr )}=4}
{\displaystyle g^{4}\equiv 1{\bmod {1}}5} gilt für alle {\displaystyle g}, die teilerfremd zur Zahl 15 sind.

## Die Carmichael-Funktion und die eulersche φ-Funktion
Für die Zahlen Eins, Zwei, Vier, für jede ungerade Primzahlpotenz und für alle Doppelten von ungeraden Primzahlpotenzen sind die Carmichael-Funktion und die Eulersche φ-Funktion identisch. Genau dann, wenn {\displaystyle \lambda (n)=\varphi (n)}, existieren auch Primitivwurzeln modulo {\displaystyle n}. Im Allgemeinen unterscheiden sich beide Funktionen; {\displaystyle \lambda (n)} ist jedoch stets ein Teiler von {\displaystyle \varphi (n)}.
- Eulersche φ-Funktion:
{\displaystyle \varphi (105)=\varphi (3\cdot 5\cdot 7)=\varphi (3)\cdot \varphi (5)\cdot \varphi (7)=2\cdot 4\cdot 6=48}
- Carmichael-Funktion:
{\displaystyle \lambda (105)=\lambda (3\cdot 5\cdot 7)=\operatorname {kgV} {\bigl (}\varphi (3),\varphi (5),\varphi (7){\bigr )}=\operatorname {kgV} {\bigl (}2,4,6{\bigr )}=12}

Die ersten Werte von {\displaystyle \lambda (n)} und {\displaystyle \varphi (n)} bis {\displaystyle n=24} in Gegenüberstellung – fett gedruckt, wenn verschieden.
| {\displaystyle n}           | 1 | 2 | 3 | 4 | 5 | 6 | 7 | 8 | 9 | 10 | 11 | 12 | 13 | 14 | 15 | 16 | 17 | 18 | 19 | 20 | 21 | 22 | 23 | 24 |
| --------------------------- | - | - | - | - | - | - | - | - | - | -- | -- | -- | -- | -- | -- | -- | -- | -- | -- | -- | -- | -- | -- | -- |
| {\displaystyle \lambda (n)} | 1 | 1 | 2 | 2 | 4 | 2 | 6 | 2 | 6 | 4  | 10 | 2  | 12 | 6  | 4  | 4  | 16 | 6  | 18 | 4  | 6  | 10 | 22 | 2  |
| {\displaystyle \varphi (n)} | 1 | 1 | 2 | 2 | 4 | 2 | 6 | 4 | 6 | 4  | 10 | 4  | 12 | 6  | 8  | 8  | 16 | 6  | 18 | 8  | 12 | 10 | 22 | 8  |

## Die Carmichael-Funktion und die Carmichael-Zahl
Da die Carmichael-Funktion zu jeder natürlichen Zahl {\displaystyle n} das kleinste {\displaystyle m=\lambda (n)} bestimmt, so dass {\displaystyle g^{m}\equiv 1{\bmod {n}}} für jedes {\displaystyle g\ } gilt, das teilerfremd zu {\displaystyle n\ } ist, und für jede Carmichael-Zahl {\displaystyle c} die Differenz {\displaystyle c-1\ } durch {\displaystyle \lambda (c)} teilbar ist, folgt aus:
{\displaystyle g^{\lambda (c)}\equiv 1{\bmod {c}}}
auch
{\displaystyle g^{c-1}\equiv 1{\bmod {c}}}.
Für eine Carmichael-Zahl {\displaystyle c} ist die Zahl
{\displaystyle d:={\tfrac {c-1}{\lambda (c)}}}
also ganz, und es gilt für alle zu {\displaystyle c} teilerfremden {\displaystyle g}
{\displaystyle g^{c-1}=g^{\lambda (c)\cdot d}\equiv 1{\bmod {c}}}.